# Công Thương nhật báo
Công Thương nhật báo là tờ báo tiếng Trung được xuất bản ở Hồng Kông dưới thời thuộc địa của Anh. Báo thuộc quyền sở hữu gián tiếp của Hà Thế Lễ  (tiếng Trung: 何世禮), một cựu tướng lĩnh Trung Hoa Dân Quốc và là con trai của nhà tài phiệt Hồng Kông Hà Đông. Đây là tờ báo ủng hộ Quốc Dân Đảng và phát hành theo lịch Dân quốc.
Song song với Công Thương vãn báo (tiếng Trung: 工商晚報) do "Công Thương nhật báo hữu hạn công ty" (tiếng Trung: 工商日報有限公司) xuất bản, được thành lập vào ngày 10 tháng 11 năm 1928. Nhà xuất bản này đã bị giải thể vào ngày 26 tháng 12 năm 1996, nhiều năm sau khi các tờ báo đình bản.
Công Thương nhật báo cũng được xuất bản dưới dạng "ngoại phụ bản" (tiếng Trung: 外埠版), nhắm vào Đài Loan.

## Lịch sử
Ngài Hà Đông đã mua lại tờ Công Thương nhật báo vào năm 1929. Vào thời điểm đó, tờ báo này đang làm ăn thua lỗ.:308 Dưới quyền sở hữu của Hà Đông, nó đã trở thành một trong ba tờ báo tiếng Hoa hàng đầu ở Hồng Kông trong thập niên 1950 (hai tờ còn lại là Tinh Đảo nhật báo và Hoa kiều nhật báo (tiếng Trung: 華僑日報)), theo Hiệp hội Báo chí Hồng Kông.
Ngay sau khi ký kết Tuyên bố chung Trung-Anh, Công Thương nhật báo đã đình bản, nói rằng nó không kiếm được lợi nhuận và không thể nhìn thấy con đường phía trước.:312